# Пошук (фільм, 1967)
«Пошук» — радянський чорно-білий художній фільм 1967 року, знятий на Одеській кіностудії.

## Сюжет
Архітектор Северин дізнається про важку хворобу батька. Однак їхати до нього він не має наміру, тому що дав слово покійній матері ніколи не бачитися з ним. Піддавшись на умовляння коханої дівчини, обуреної його черствістю, він їде, але не застає батька в живих. Там Северин знайомиться з новою сім'єю батька і дізнається, якою шляхетною людиною він був…

## У ролях
- Володимир Корецький — Северин (озвучив Родіон Нахапетов)
- Людмила Черепанова — Женя (озвучила Антоніна Кончакова)
- Раїса Куркіна — Галина, друга дружина батька Северина
- Лев Пригунов — Юра
- Борис Зайденберг — Микола Кузьмич Чеботар, начальник кар'єра
- Юрій Гусєв — Толяша, приятель Жені
- Віктор Чекмарьов — Ігор Михайлович, маркшейдер
- Катерина Васильєва — Нора, подруга і колега Жені
- Валентина Бєляєва — Ольга Сергіївна
- Юрій Величко — Олексій Олексійович, працівник соцзабезу
- Олена Вольська — Колоскова
- Родіон Александров — Павло Петрович
- Арсеній Барський — епізод
- Катерина Гущина — Анна Петрівна
- Любов Калюжна — Антоніха
- Пантелеймон Кримов — інженер управління гірського тресту
- Людмила Пенязік — архітектор
- Георгій Рибаков — архітектор
- Іван Савкін — Іван, бульдозерист
- Сергій Сібель — керуючий трестом
- Олександр Пороховщиков — Василь, друг Северина
- Світлана Нагорна — Надя
- Валерій Зубарєв — Коля, син Чеботаря
- Юрій Іванов — Тарас Середа
- Ігор Іванов — Іван Середа
- Ігор Бєзяєв — архітектор
- Едуард Ізотов — епізод

## Знімальна група
- Режисери-постановники — Євген Хринюк, Костянтин Жук, Ігор Старков (в титрах немає)
- Сценарист — Євген Хринюк
- Оператор-постановник — Вадим Костроменко
- Художники-постановники — Юрій Горобець, Володимир Коровін
- Композитор — Леонід Афанасьєв
- Звукооператор — Едуард Гончаренко
- Режисер — Г. Чернишова
- Оператор — В. Бородай
- Асистент художника — Валентин Гідулянов
- Режисер монтажу — Надія Яворська
- Художник по гриму — Павло Орленко
- Редактор — Євгенія Рудих
- Директор картини — Р. Федіна